# Lützendorf
Lützendorf ist ein Ortsteil des Marktfleckens Weilmünster im mittelhessischen Landkreis Limburg-Weilburg. Der Ort liegt im östlichen Hintertaunus im Weiltal, etwa 1,5 km nordwestlich des Kernortes Weilmünster. Durch den Ort führt die Landesstraße 3025.

## Geschichte

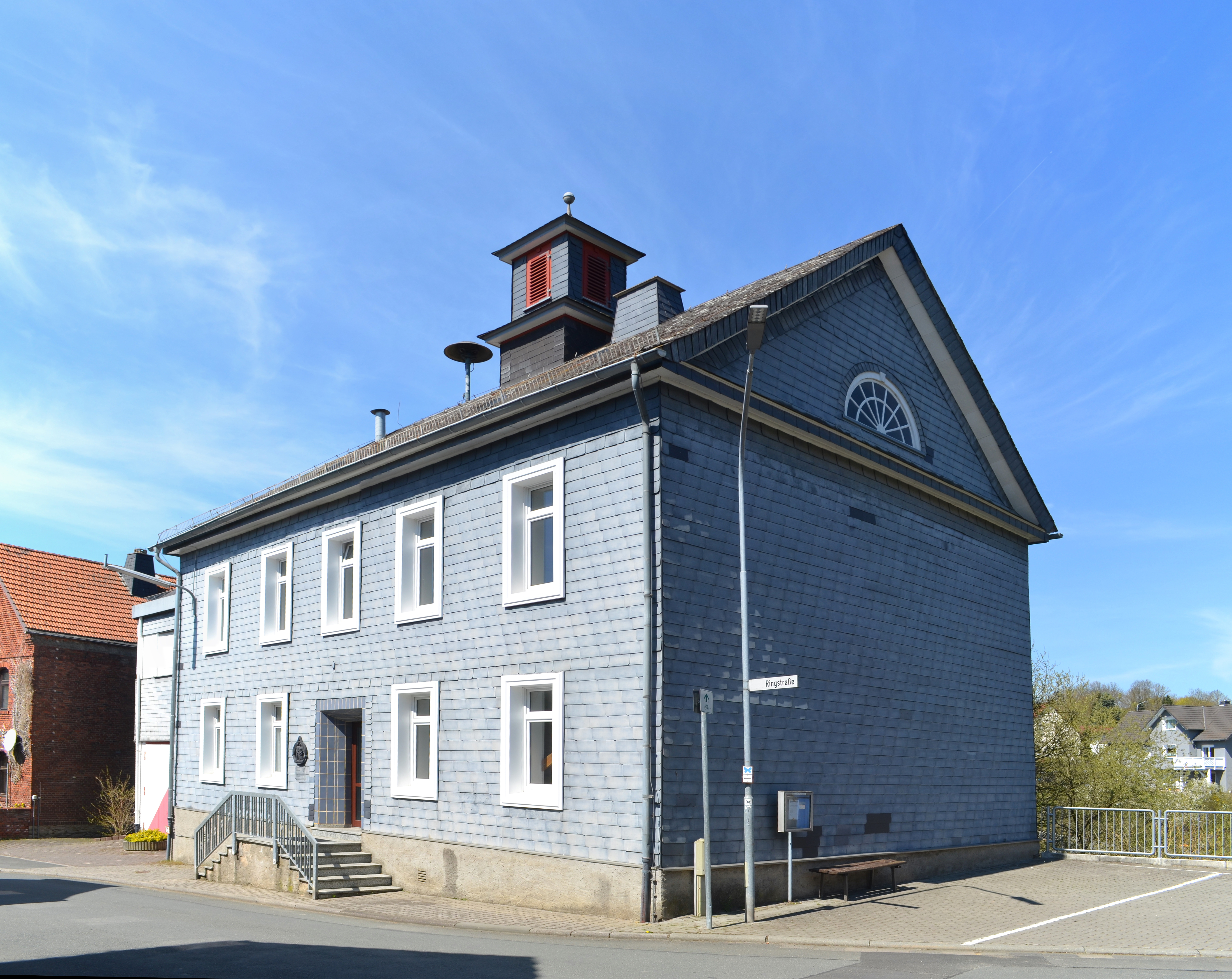
Alte Rathausschule in Lützendorf

### Ortsgeschichte
In erhaltenen Urkunden wurde Lützendorf unter den folgenden Ortsnamen erwähnt (in Klammern das Jahr der Erwähnung): Luzelendorf (1234), Lutzillindorf (1292), Lutzelendorf (1320), Lutzilndorf (1330) und Lietzendorff (1630).
Im Jahr 1751 wurde eine Getreidemühle erwähnt. Im Jahr 1939 hatte der Ort 138 Einwohner und gehörte zum Oberlahnkreis.
Lützendorf hatte eine Haltestelle an der Weiltalbahn. Die Bahnstrecke wurde 1889 erbaut und 1990 abgebaut, nachdem bereits 1969 der Personenverkehr eingestellt worden war.
Hessische Gebietsreform (1970–1977)
Im Zuge der Gebietsreform in Hessen fusionierten zum 31. Dezember 1970 der bisherige Marktflecken Weilmünster im Oberlahnkreis mit den bis dahin selbstständigen Gemeinden Aulenhausen, Dietenhausen, Ernsthausen, Laimbach, Langenbach, Laubuseschbach, Lützendorf, Möttau, Rohnstadt und Wolfenhausen freiwillig zur neuen Großgemeinde Weilmünster. Essershausen kam am 31. Dezember 1971 hinzu. Für alle zwölf ehemals eigenständigen Gemeinden wurden Ortsbezirke gebildet.

### Verwaltungsgeschichte im Überblick
Die folgende Liste zeigt die Staaten und Verwaltungseinheiten, denen Lützendorf angehört(e):

- vor 1806 Heiliges Römisches Reich, Grafschaft/Fürstentum Nassau-Weilburg, Amt Weilmünster
- ab 1806: Herzogtum Nassau,[Anm. 2] Amt Weilmünster
- ab 1816: Herzogtum Nassau,[Anm. 3] Amt Weilburg
- ab 1849: Herzogtum Nassau, Kreisamt Hadamar[Anm. 4]
- ab 1854: Herzogtum Nassau, Amt Weilburg
- ab 1867: Königreich Preußen,[Anm. 5] Provinz Hessen-Nassau, Regierungsbezirk Wiesbaden, Oberlahnkreis[Anm. 6]
- ab 1871: Deutsches Reich, Königreich Preußen, Provinz Hessen-Nassau, Regierungsbezirk Wiesbaden, Oberlahnkreis
- ab 1918: Deutsches Reich (Weimarer Republik), Freistaat Preußen, Provinz Hessen-Nassau, Regierungsbezirk Wiesbaden, Oberlahnkreis
- ab 1944: Deutsches Reich, Freistaat Preußen, Provinz Nassau, Oberlahnkreis
- ab 1945: Amerikanische Besatzungszone,[Anm. 7] Groß-Hessen, Regierungsbezirk Wiesbaden, Oberlahnkreis
- ab 1946: Amerikanische Besatzungszone, Hessen, Regierungsbezirk Wiesbaden, Oberlahnkreis
- ab 1949: Bundesrepublik Deutschland, Hessen, Regierungsbezirk Wiesbaden, Oberlahnkreis
- ab 1968: Bundesrepublik Deutschland, Hessen, Regierungsbezirk Darmstadt, Oberlahnkreis
- ab 1971: Bundesrepublik Deutschland, Hessen, Regierungsbezirk Darmstadt, Oberlahnkreis, Gemeinde Weilmünster[Anm. 8]
- ab 1974: Bundesrepublik Deutschland, Hessen, Regierungsbezirk Darmstadt, Landkreis Limburg-Weilburg, Gemeinde Weilmünster
- ab 1981: Bundesrepublik Deutschland, Hessen, Regierungsbezirk Gießen, Landkreis Limburg-Weilburg, Gemeinde Weilmünster

## Bevölkerung

### Einwohnerstruktur 2011
Nach den Erhebungen des Zensus 2011 lebten am Stichtag dem 9. Mai 2011 in Lützendorf 195 Einwohner. Darunter waren 6 (3,1 %) Ausländer. Nach dem Lebensalter waren 39 Einwohner unter 18 Jahren, 72 zwischen 18 und 49, 39 zwischen 50 und 64 und 45 Einwohner waren älter. Die Einwohner lebten in 81 Haushalten. Davon waren 18 Singlehaushalte, 30 Paare ohne Kinder und 24 Paare mit Kindern, sowie 9 Alleinerziehende und 3 Wohngemeinschaften. In 15 Haushalten lebten ausschließlich Senioren und in 54 Haushaltungen lebten keine Senioren.

### Einwohnerentwicklung
| • 1630: | 11 Haushaltungen |

| Lützendorf: Einwohnerzahlen von 1825 bis 2020 | Lützendorf: Einwohnerzahlen von 1825 bis 2020 | Lützendorf: Einwohnerzahlen von 1825 bis 2020 | Lützendorf: Einwohnerzahlen von 1825 bis 2020 | Lützendorf: Einwohnerzahlen von 1825 bis 2020 |
| --- | --------------------------------------------- | --------------------------------------------- | --------------------------------------------- | --------------------------------------------- |
| Jahr |                                               |                                               |                                               | Einwohner                                     |
| 1825 | 1825                                          |                                               | 112                                           | 112                                           |
| 1834 | 1834                                          |                                               | 130                                           | 130                                           |
| 1840 | 1840                                          |                                               | 146                                           | 146                                           |
| 1846 | 1846                                          |                                               | 146                                           | 146                                           |
| 1852 | 1852                                          |                                               | 126                                           | 126                                           |
| 1858 | 1858                                          |                                               | 119                                           | 119                                           |
| 1864 | 1864                                          |                                               | 132                                           | 132                                           |
| 1871 | 1871                                          |                                               | 123                                           | 123                                           |
| 1875 | 1875                                          |                                               | 117                                           | 117                                           |
| 1885 | 1885                                          |                                               | 125                                           | 125                                           |
| 1895 | 1895                                          |                                               | 120                                           | 120                                           |
| 1905 | 1905                                          |                                               | 136                                           | 136                                           |
| 1910 | 1910                                          |                                               | 140                                           | 140                                           |
| 1925 | 1925                                          |                                               | 144                                           | 144                                           |
| 1939 | 1939                                          |                                               | 138                                           | 138                                           |
| 1946 | 1946                                          |                                               | 230                                           | 230                                           |
| 1950 | 1950                                          |                                               | 231                                           | 231                                           |
| 1956 | 1956                                          |                                               | 215                                           | 215                                           |
| 1961 | 1961                                          |                                               | 222                                           | 222                                           |
| 1967 | 1967                                          |                                               | 207                                           | 207                                           |
| 1970 | 1970                                          |                                               | 199                                           | 199                                           |
| 1987 | 1987                                          |                                               | 187                                           | 187                                           |
| 1993 | 1993                                          |                                               | 210                                           | 210                                           |
| 1996 | 1996                                          |                                               | 212                                           | 212                                           |
| 2001 | 2001                                          |                                               | 211                                           | 211                                           |
| 2005 | 2005                                          |                                               | 218                                           | 218                                           |
| 2010 | 2010                                          |                                               | 203                                           | 203                                           |
| 2011 | 2011                                          |                                               | 195                                           | 195                                           |
| 2015 | 2015                                          |                                               | 183                                           | 183                                           |
| 2020 | 2020                                          |                                               | 182                                           | 182                                           |
| Datenquelle: Historisches Gemeindeverzeichnis für Hessen: Die Bevölkerung der Gemeinden 1834 bis 1967. Wiesbaden: Hessisches Statistisches Landesamt, 1968. Weitere Quellen: ; Zensus 2011 |                                               |                                               |                                               |                                               |

### Historische Religionszugehörigkeit
| • 1885: | 124 evangelische (= 99,20 %), ein katholischer (= 0,80 %) Einwohner |
| • 1961: | 183 evangelische (= 82,43 %), 39 katholische (= 17,57 %) Einwohner  |

## Politik
Für Lützendorf besteht ein Ortsbezirk (Gebiete der ehemaligen Gemeinde Lützendorf) mit Ortsbeirat und Ortsvorsteher nach der Hessischen Gemeindeordnung.
Der Ortsbeirat besteht aus fünf Mitgliedern. Bei den Kommunalwahlen in Hessen 2021 betrug die Wahlbeteiligung zum Ortsbeirat 60,00 %. Dabei wurden gewählt: ein Mitglied der „Sozialdemokraten Lützendorf“, ein Mitglied der CDU und 3 Mitglieder der „Bürgerliste Lützendorf (BLL)“ an. Der Ortsbeirat wählte Hans-Joachim Philippi (BLL) zum Ortsvorsteher.

## Kultur und Sehenswürdigkeiten

### Bauwerke
Für die Kulturdenkmäler des Ortes siehe Liste der Kulturdenkmäler in Lützendorf.

### Vereine
Das Vereinsleben wird hauptsächlich vom im Jahr 1934 gegründeten Feuerwehrverein der Freiwilligen Feuerwehr Lützendorf und vom Turnverein Lützendorf geprägt.